# Najljepša europska sela
Najljepša europska sela je dokumentarno-zabavna televizijska emisija Roberta Knjaza koja se 2024. godine prikazivala na HRT-u.

## Format
Voditelj emisije Robert Knjaz pokazuje neka od najljepših europskih sela na zabavno - dokumentarni način. Na svako putovanje poveo je i jednog pretplatnika HTV-a.

### Sela u emisiji
- Oia, Grčka: Poznato plavo-bijelo selo na otoku Santoriniju.
- Setenil de las Bodegas, Španjolska: Bijelo andaluzijsko selo jedinstveno po kućama uklesanim u stijene.
- Juzcar, Španjolska: Neobično plavo selo, poznato kao "štrumf selo".
- Manarola i Riomaggiore, Italija: Šarena sela u regiji Cinque Terre, poznata po živopisnim fasadama.
- Reine, Norveška: Slikovito ribarsko selo koje je poslužilo kao inspiracija za animirani film „Snježno kraljevstvo”.
- Eguisheim, Francuska: Srednjovjekovno selo ukrašeno brojnim cvjetnim aranžmanima.
- Lauterbrunnen, Švicarska: Alpsko selo okruženo impresivnim vodopadima.

Robert Knjaz je scenarist, redatelj i autor serijala. Marko Šuvak Martinović je zadužen za montažu. Tomislav Krnić je direktor fotografije, dok je Vedrana Mikez producentica.

## Epizode
| Br. | Naslov                                                                  | Nadnevak prikazivanja |
| --- | ----------------------------------------------------------------------- | --------------------- |
| 1.  | "Najljepša europska sela: Grčka - Oia na Santoriniju"                   | 1. listopada 2024.    |
| 2.  | "Najljepša europska sela: Norveška - Reine"                             | 8. listopada 2024.    |
| 3.  | "Najljepša europska sela: Italija - Manarola i Riomaggiore"             | 15. listopada 2024.   |
| 4.  | "Najljepša europska sela: Francuska – Eguisheim"                        | 22. listopada 2024.   |
| 5.  | "Najljepša europska sela: Španjolska – Setenil de las Bodegas i Juzcar" | 29. listopada 2024.   |
| 6.  | "Najljepša europska sela: Švicarska – Lauterbrunnen"                    | 5. studenoga 2024.    |